# Národní park Bukit Baka Bukit Raya
Národní park Bukit Baka Bukit Raya je národní park na ostrově Borneo v Indonésii. Je pojmenován podle hor Bukit Baka (1 620 metrů) a Bukit Raya (2 288 metrů) v části horského komplexu Schwaner v provinciích Střední a Západní Kalimantan.
Národní park je součástí ochranného projektu Heart of Borneo.

## Flóra a fauna
V parku bylo zaznamenáno 817 druhů rostlin, jako jsou dvojkřídláčovité (Dipterocarpaceae), myrtovité (Myrtaceae), zapotovité (Sapotaceae), pryšcovité (Euphorbiaceae), vavřínovité (Lauraceae) a vřesovcovité (Ericaceae). Vyskytuje se zde i několik rostlin endemitních pro Borneo, jako sturačník Symplocos rayae, černotok Gluta sabahana, dilenie Dillenia beccariana, litokarpus Lithocarpus coopertus, vraneček Selaginella magnifica a smirkovka Tetracera glaberrima.
V parku žijí levharti Diardovi (Neofelis diardii), orangutani, medvědi malajští (Helarctos malayanus euryspilus), hulmani kaštanoví (Presbytis rubicunda), outloni váhaví (Nycticebus coucang borneanus), sambarové (Rusa) či poletušky. Z ptáků zde žije zoborožec malajský (Anthracoceros malayanus) a štítnatý (Rhinoplax vigil), holub zelenokřídlý (Chalcophaps indica) a světlooký (Macropygia ruficeps) či bažant bornejský (Polyplectron schleiermacheri).

## Lidské osídlení
V parku žijí etnické skupiny Dayak Limbai, Ransa, Kenyilu, Ot Danum, Malahui, Kahoi a Kahajan.

## Ochrana a ohrožení
Roku 1978 byla okolo obce Bukit Raya vytvořena chráněná rezervace o rozloze 500 km2, příští rok rozšířená na 1 100 km2. Roku 1982 vznikla rezervace Bukit Baka o rozloze 1 000 km2. Po několika změnách hranic byly obě oblasti v roce 1992 spojeny v národní park Bukit Baka Bukit Raya o rozloze 1 810 km2.
Park je od konce 20. století ohrožen nelegální těžbou dřeva.